# Neoeuscelus lar
Neoeuscelus lar es una especie de coleóptero de la familia Attelabidae.

## Distribución geográfica
Habita en Brasil.